# Honolulu Baby
Pour plus de détails, voir Fiche technique et Distribution.
Honolulu Baby est un film italien réalisé par Maurizio Nichetti, sorti en 2001.

## Fiche technique
- Titre français : Honolulu Baby
- Réalisation : Maurizio Nichetti
- Scénario : Maurizio Nichetti, Richard Clement Haber et Giovanna Carrassi
- Photographie : Saverio Guarna
- Musique : Carlo Siliotto
- Production : Silvio Sardi
- Pays d'origine : Italie
- Format : Couleurs
- Date de sortie : 2001

## Distribution
- Maurizio Nichetti : Engineer Alberto Colombo
- Maria de Medeiros : Margherita
- Jean Rochefort : Cri Cri
- Paulina Gálvez : Marilda
- Marian Aguilera : Cleusa
- Susana Lazaro : Flor
- Marta Gil : Marianna
- Renato Scarpa : Dott. Anselmi